# Trubarjevo priznanje
Trubarjevo priznanje podeljuje Narodna in univerzitetna knjižnica v Ljubljani za prispevke k varovanju, ohranjanju in predstavljanju nacionalne pisne kulturne dediščine.
Prejemniki priznanj za leto:
- 2023 Metod Benedik
- 2022 Janko Kos, Slovenska matica
- 2021 Miran Košuta, Janez Šumrada
- 2020 Pavel Zdovc, Michael Biggins
- 2019 Miklavž Komelj, Anton Janko
- 2018 Jedert Vodopivec
- 2017 Miran Hladnik[1]
- 2016 Lojze Gostiša
- 2015 Anja Dular, Digitalna knjižnica Slovenije
- 2014 Kozma Ahačič, Mihaela Kocjančič
- 2013 Primož Simoniti, Inštitut za slovensko literaturo in literarne vede ZRC SAZU
- 2012 Milena Mileva Blažić, Franz Lackner
- 2011 Ifigenija Simonović, Društvo slovenskih pisateljev, Stanka Golob
- 2010 Jasna Hrovat, Marijan Smolik
- 2009 France Pibernik, Rozina Švent, Nataša Golob
- 2008 Mihael Glavan, Mercator, Tonka Menart